# Zaporijjea, Krasnîi Luci
Zaporijjea (în ucraineană Запоріжжя) este o așezare de tip urban din orașul regional Krasnîi Luci, regiunea Luhansk, Ucraina. În afara localității principale, mai cuprinde și satul Artema.

## Demografie
Componența lingvistică a așezării de tip urban Zaporijjea
     Rusă (86,9%)
     Ucraineană (12,84%)
     Alte limbi (0,17%)
Conform recensământului din 2001, majoritatea populației așezării de tip urban Zaporijjea era vorbitoare de rusă (86,9%), existând în minoritate și vorbitori de ucraineană (12,84%).